# بید خاکستری
بید خاکستری (نام علمی: Aphomia baryptera) نام یک گونه از تیره پوزه‌بیدان است.